# Rhinobatos spinosus
Rhinobatos spinosus es una especie de peces de la familia Rhinobatidae en el orden de los Rajiformes.

## Morfología
Pueden llegar alcanzar los 34 cm de longitud total.

## Reproducción
Es ovíparo.

## Distribución geográfica
Se encuentra en las  costas de la Baja California (México ).